# Batushka
Batushka (stylizowany na БАТЮШКА) – polski projekt muzyczny powstały w 2015 roku, grający muzykę z gatunku black metal. Tematyka liryczna utworów nawiązuje do wyznania prawosławnego.

## Historia
Grupa w listopadzie 2015 roku opublikowała singiel pt. Yekteníya VII promujący nadchodzący album. 4 grudnia 2015 zadebiutował ich album pt. Litourgiya, który zdobył uznanie wśród krytyków i fanów. Po premierze albumu grupa rozpoczęła trasę koncertową na Ukrainie. Planowane były również koncerty w Rosji i Białorusi, ale z powodu protestów zostały anulowane. W 2016 roku, wraz z zespołem Behemoth oraz Bölzer, grupa wyruszyła w trasę koncertową po Polsce o nazwie „Rzeczpospolita Niewierna”.
W 2017 wystąpili na festiwalu Wacken Open Air oraz Brutal Assault. W 2019 roku doszło do sporu między członkami zespołu Bartłomiejem Krysiukiem i Krzysztofem Drabikowskim o prawa do nazwy. 6 czerwca 2019 Bartłomiej Krysiuk upublicznił postanowienia Sądu Apelacyjnego w Białymstoku w sprawie praw do wydawania płyt oraz koncertów pod nazwą Batushka. W 2024 roku sąd uznał, że to Krzysztof Drabikowski ma prawa do nazwy Batushka, a zespół Bartłomieja Krysiuka od 2024 roku zaczął używać nazwy Patriarkh.

## Galeria

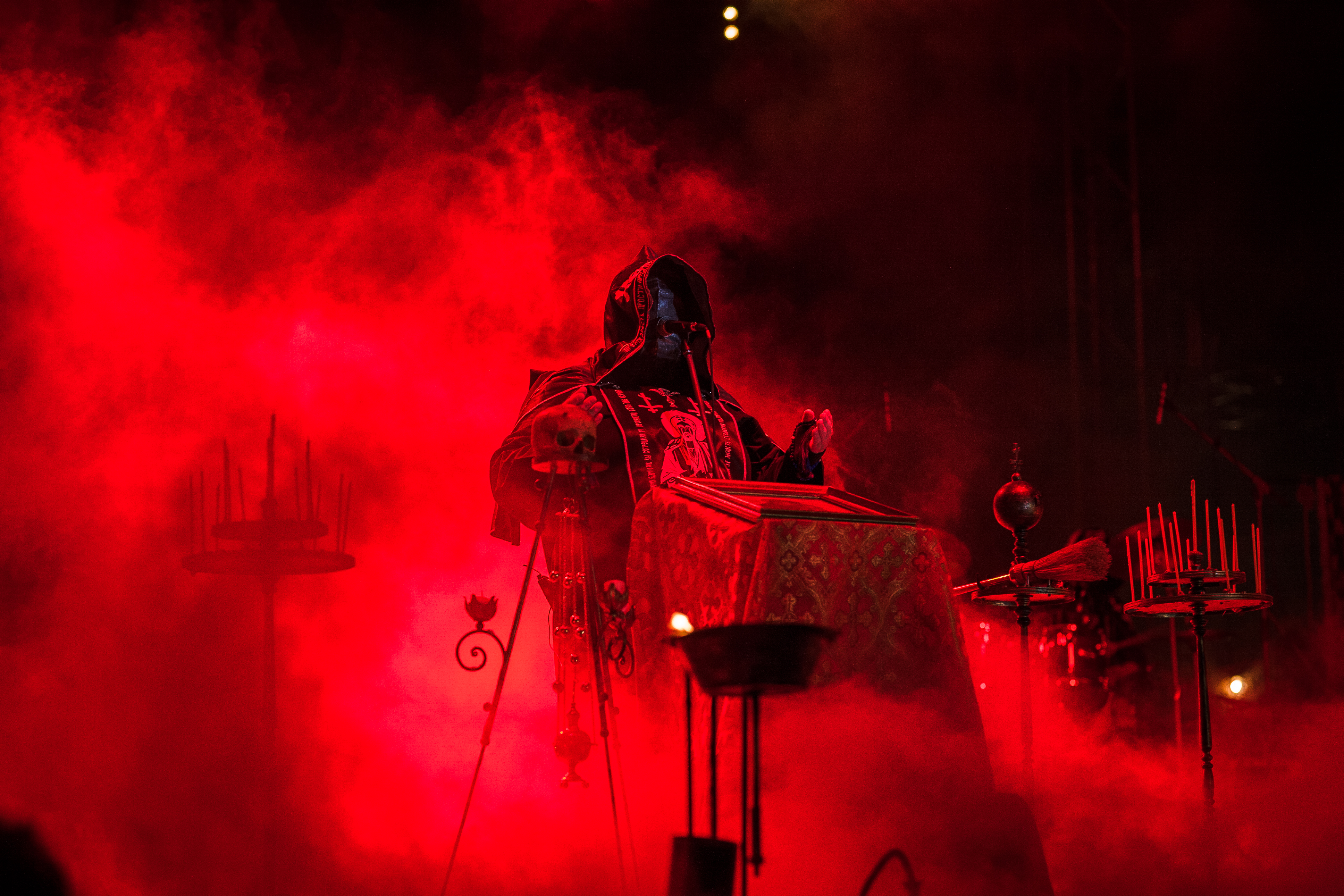
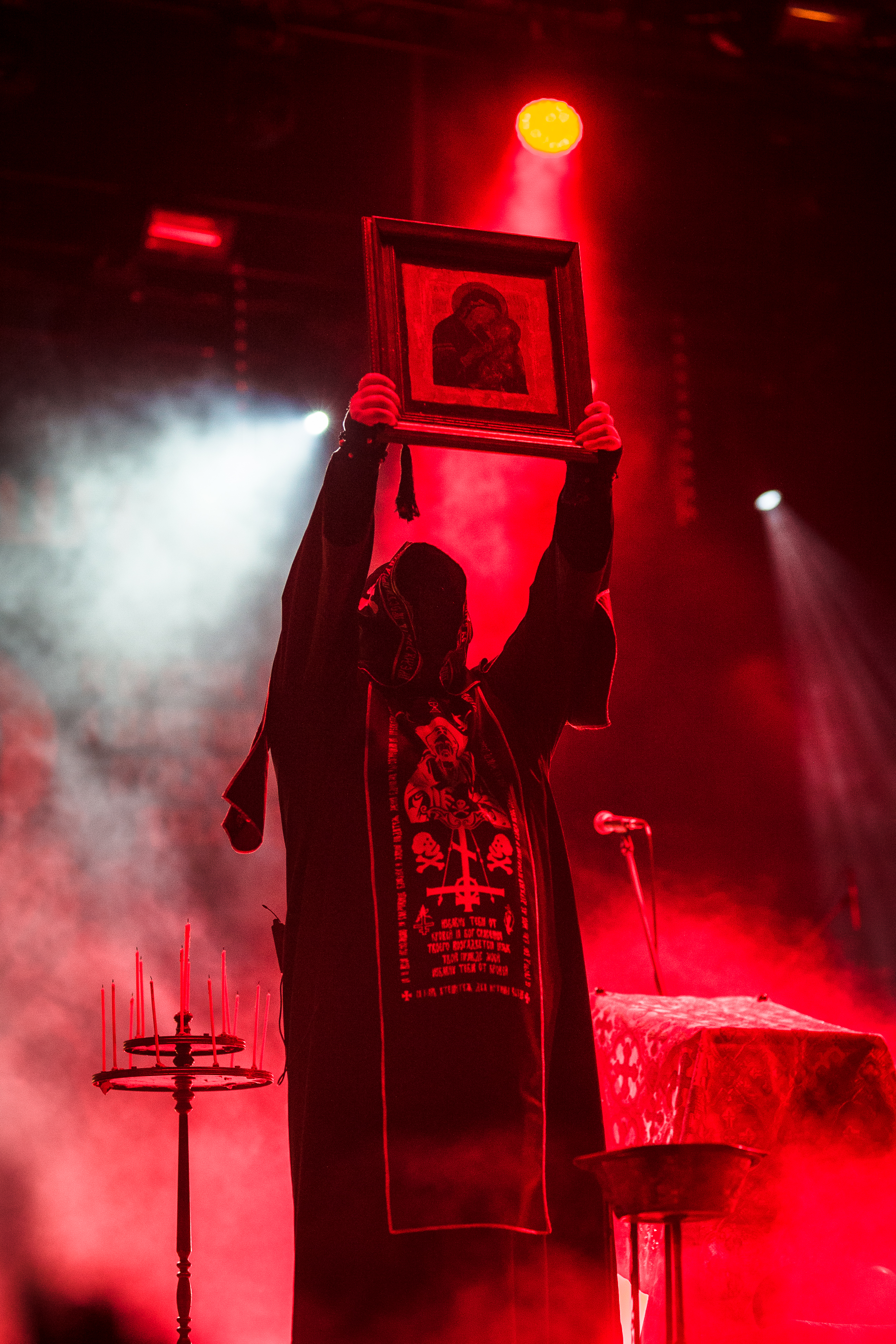
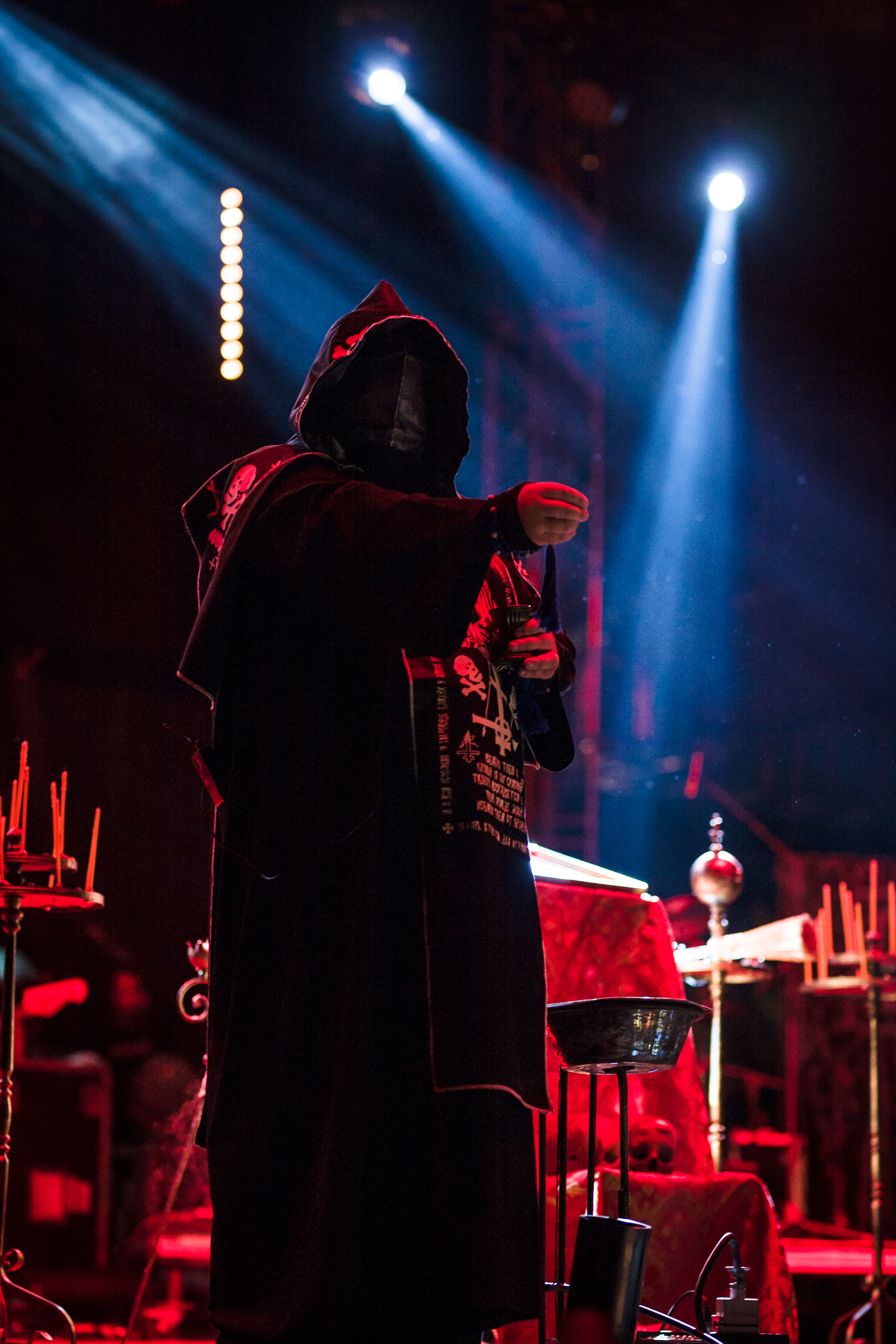
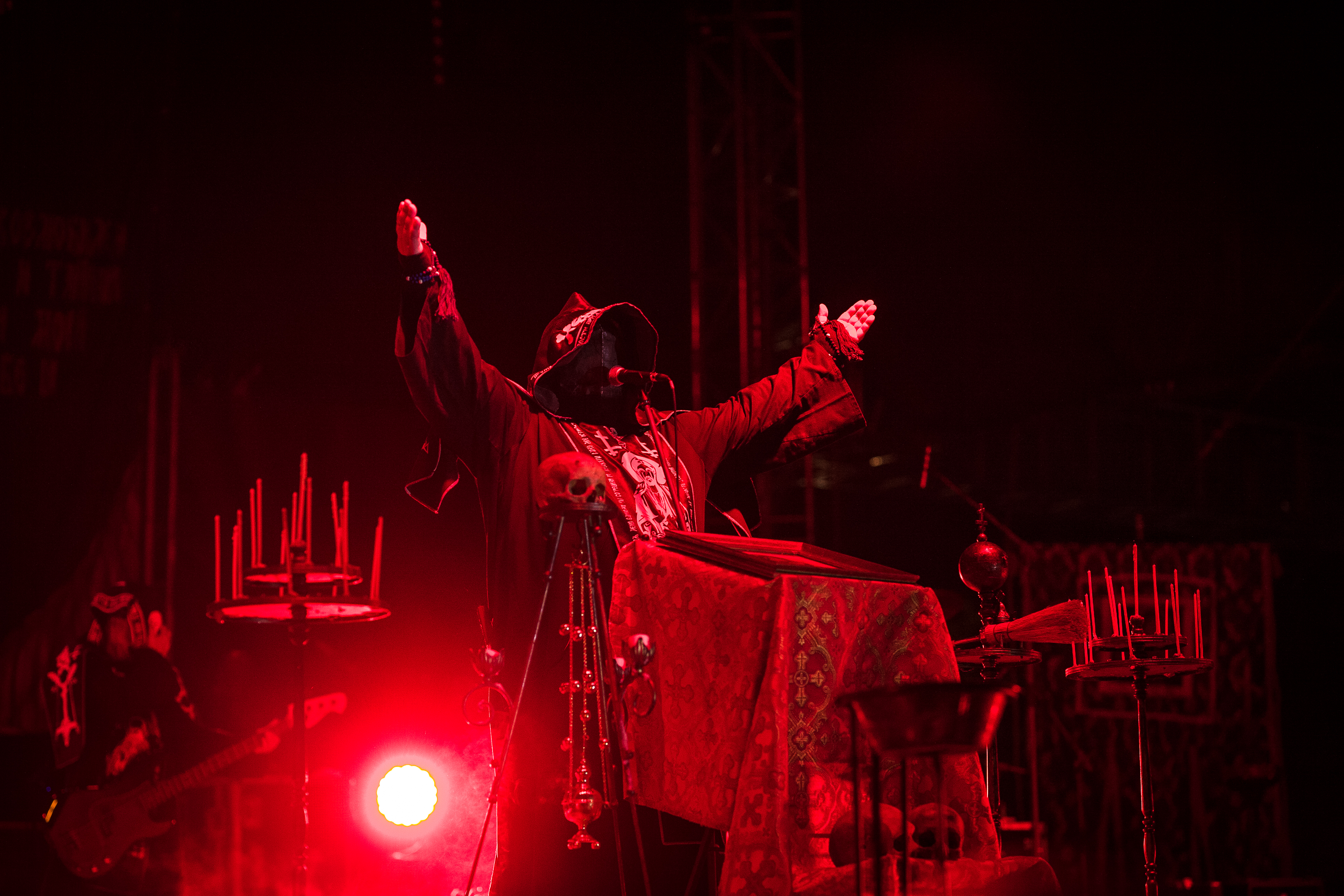
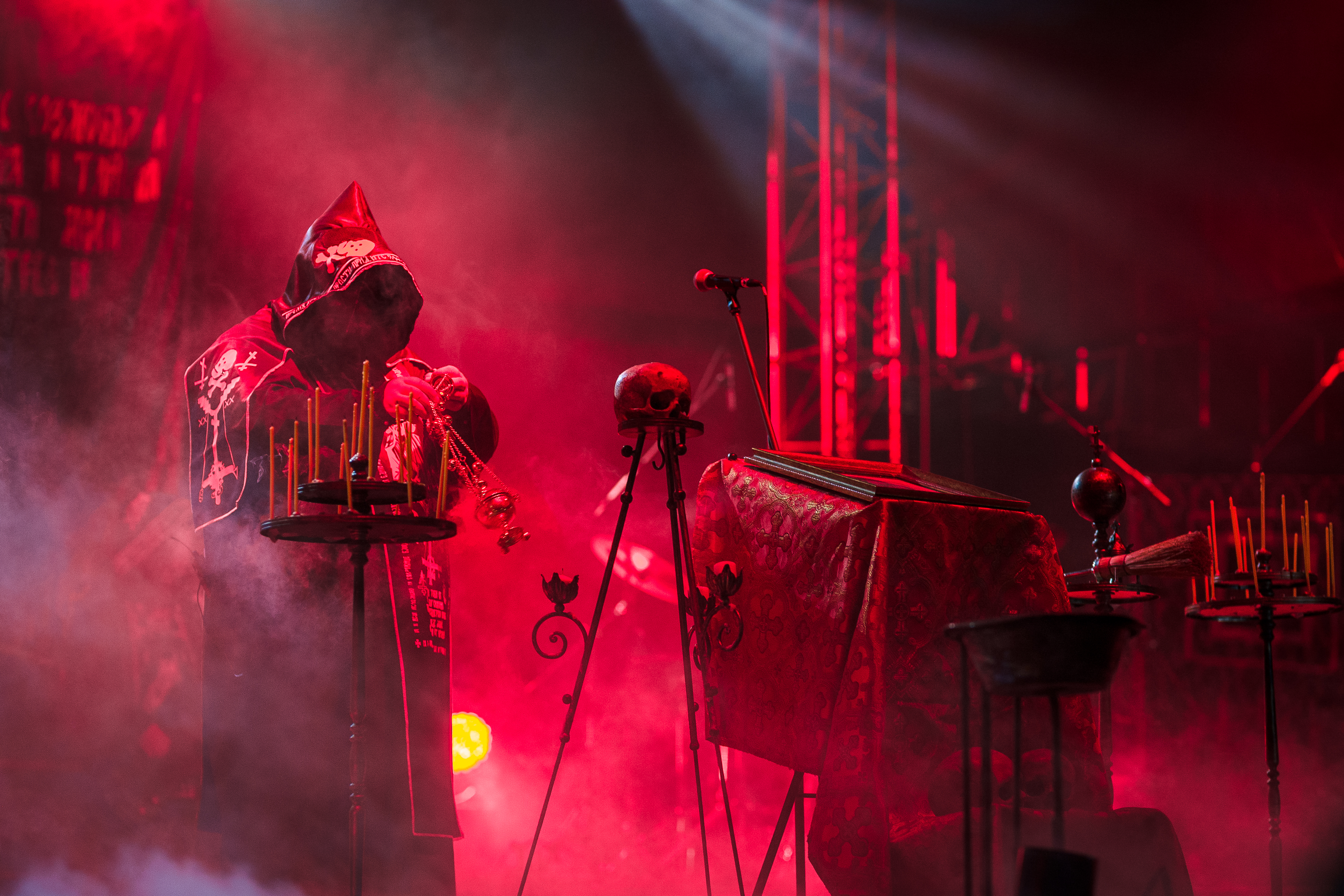
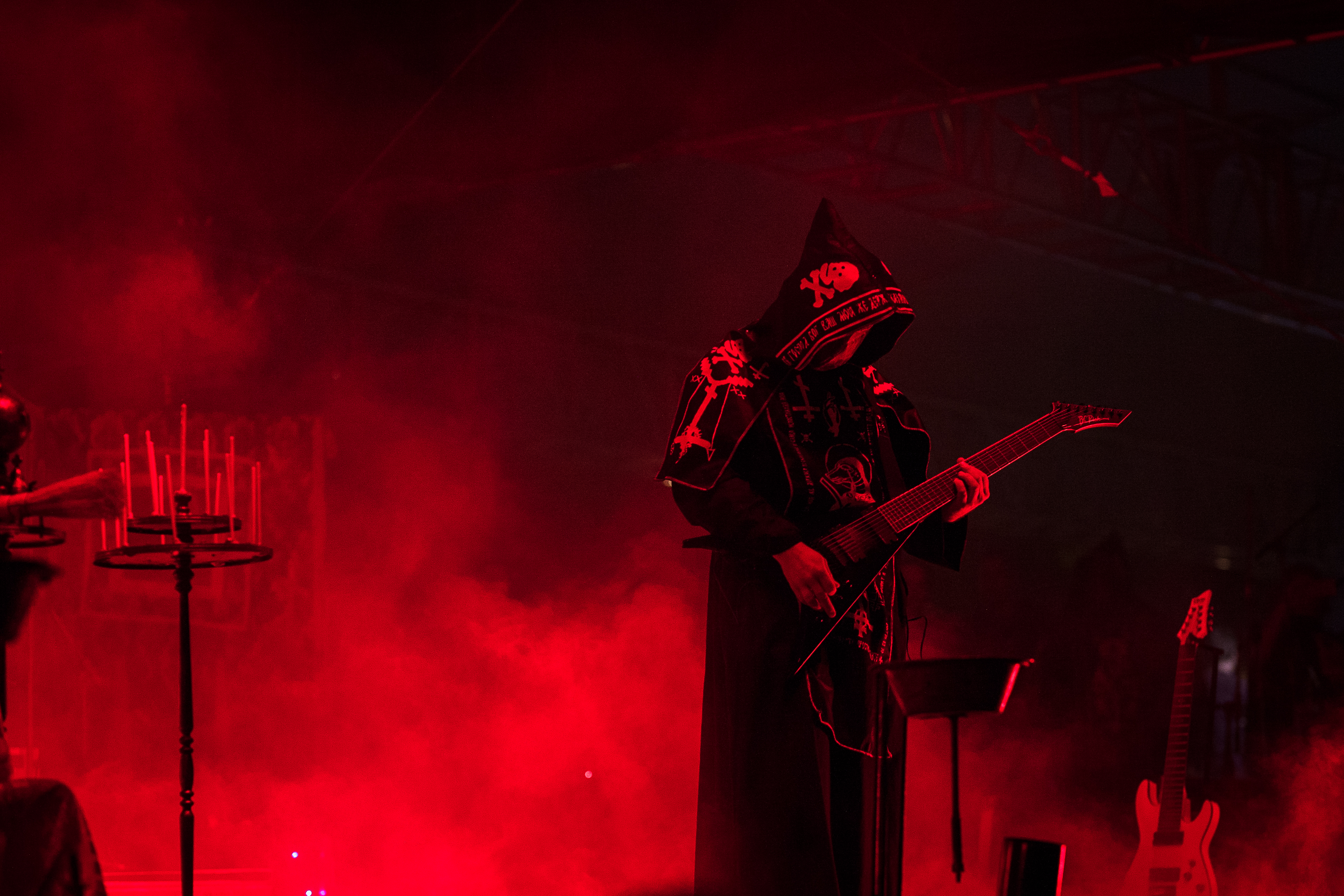
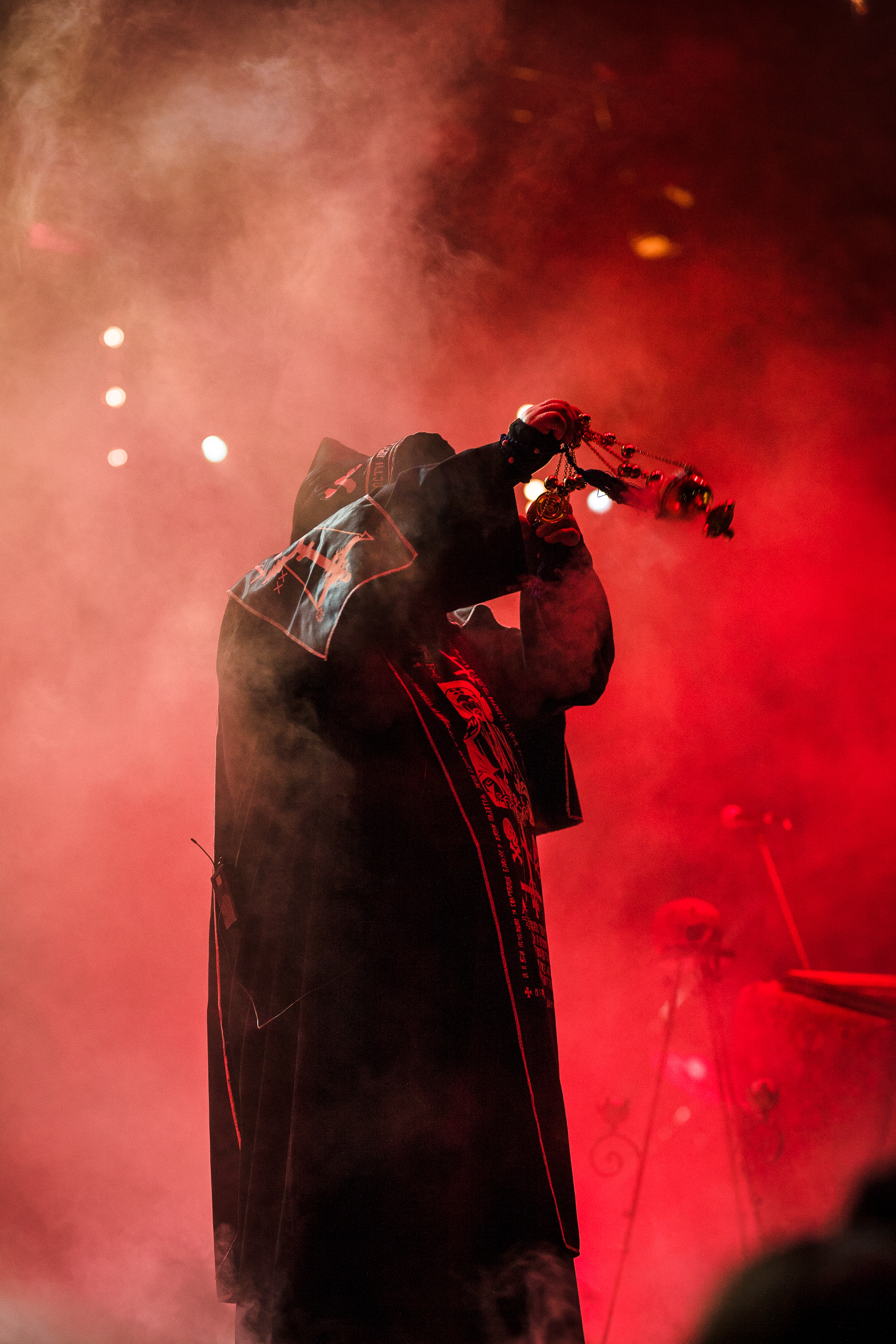
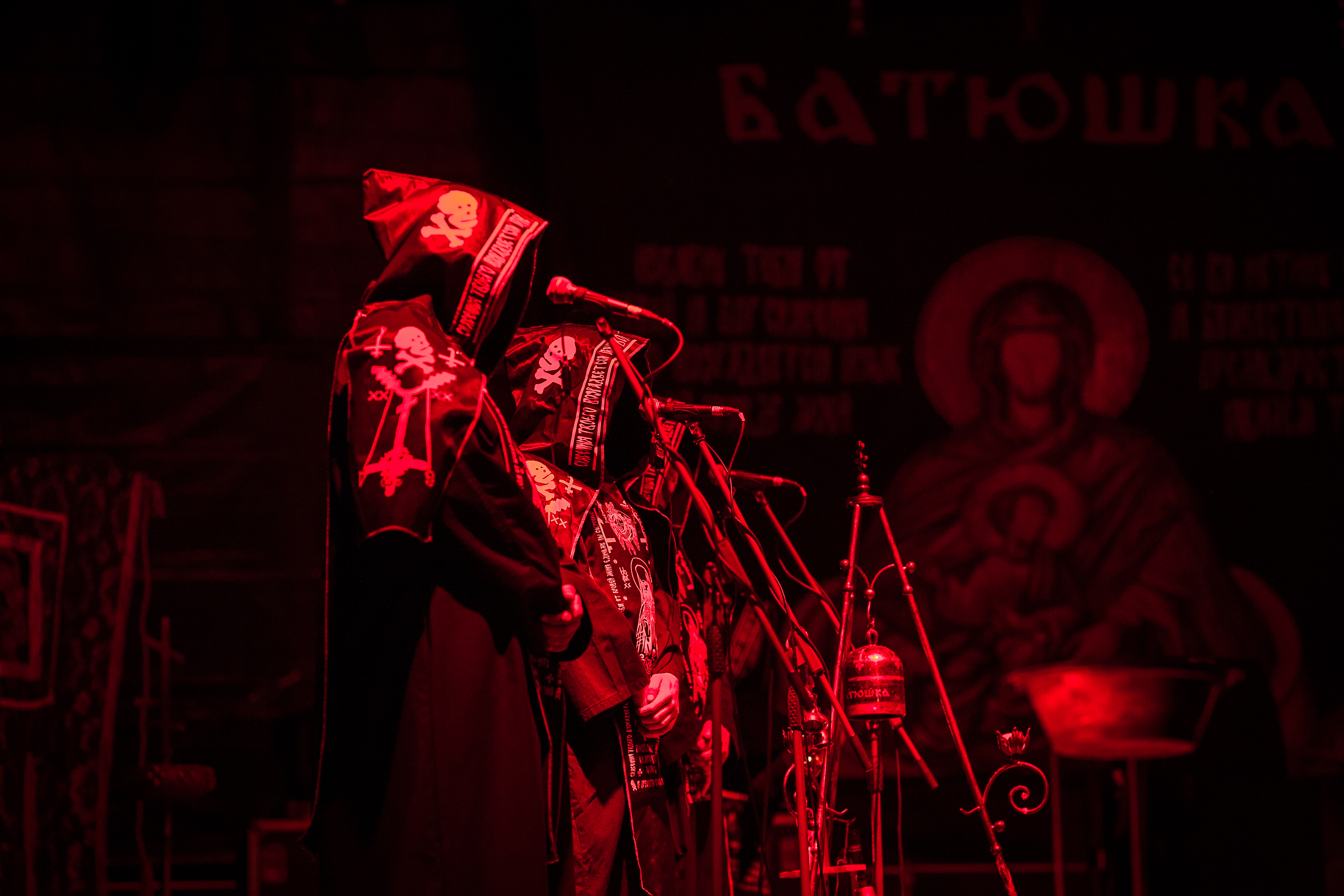
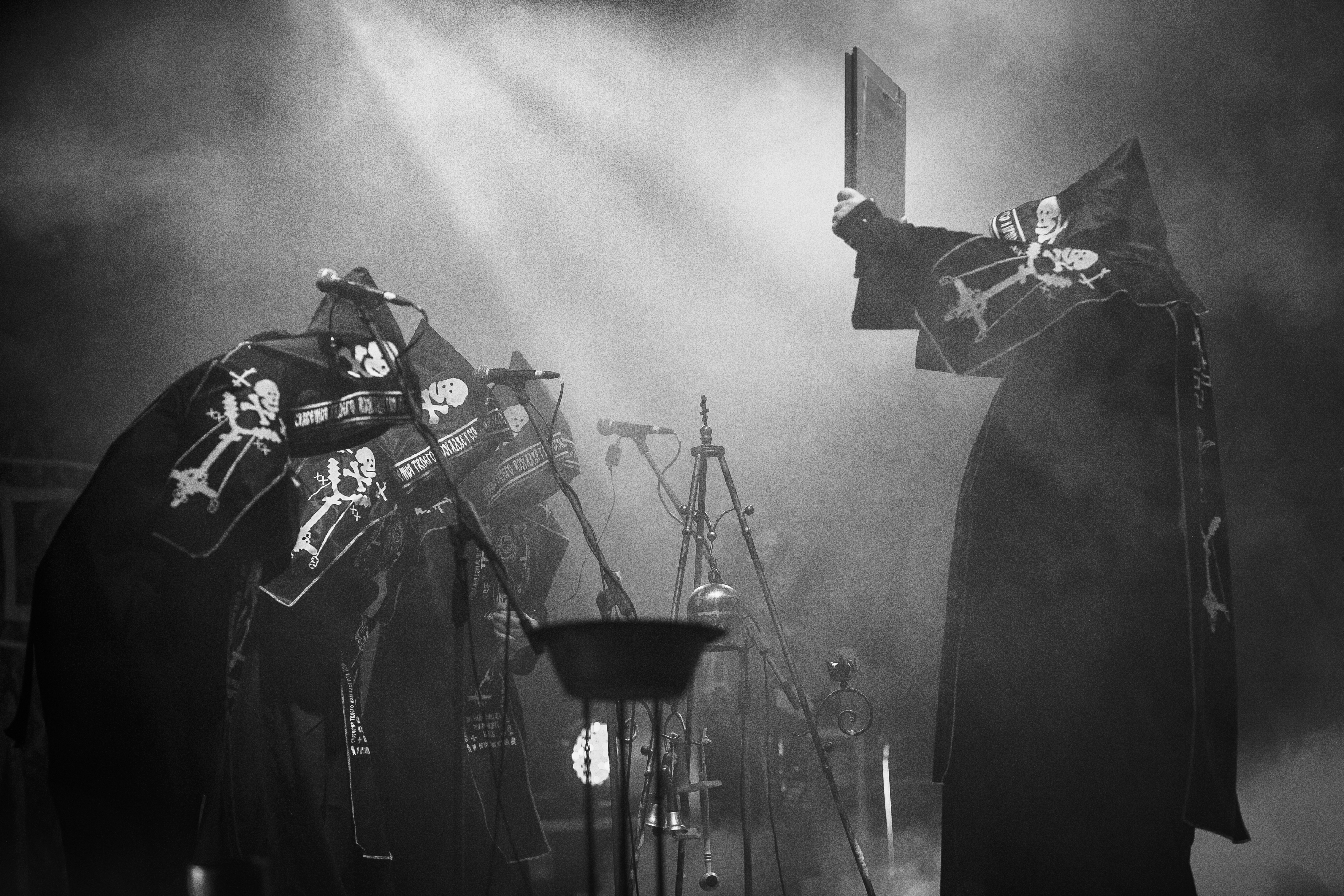

## Dyskografia

### Albumy studyjne
- Litourgiya (2015)

#### Batushka Krzysztofa Drabikowskiego
- Panihida (2019)

#### Batushka Bartłomieja Krysiuka (obecnie jako Patriarkh)
- Hospodi (2019) – złota płyta[8]
- Raskol (2020)
- Carju Niebiesnyj (2021)
- Maria (2022)